# Diecezja Mercedes
Diecezja Mercedes – diecezja rzymskokatolicka w Urugwaju. Siedziba mieści się w Mercedes w departamencie Soriano. Obejmuje swoim  obszarem departamenty: Soriano i Colonia.

## Historia
Diecezja Mercedes została erygowana 17 grudnia 1960 roku jako sufragania archidiecezji Montevideo. Diecezja powstała poprzez wyłączenie z terytorium diecezji Salto oraz diecezji San José de Mayo.

## Biskupi Mercedes
- Enrico Lorenzo Cabrera Urdangarin – (31 grudnia 1960 – 23 maja 1974)
- Andrés María Rubio Garcia – (22 maja 1975 – 14 lutego 1995)
- Carlos Collazzi – (14 lutego 1995 – 26 września 2023)
- Luis Eduardo González Cedrés (od 2023)